# Équipe de France de volley-ball en 2016
L'équipe de France de volley-ball a participé en 2016 au tournoi de qualification olympique à Berlin (5-10 janvier), au tournoi de qualification olympique à Tokyo (28 mai-5 mai), à la ligue mondiale (17 juin-17 juillet) et aux Jeux olympiques de Rio de Janeiro (6-21 août).

## Sélections
,,,

## Matchs

### Tournoi de qualification olympique européen
Ce tournoi avait pour but de qualifier les meilleures équipes d'Europe aux Jeux olympiques d'été de 2016. L'équipe arrivée première est directement qualifiée pour les Jeux olympiques. Les équipes arrivées deuxième et troisième sont qualifiées pour le tournoi de qualification mondiale. Malgré sa première place aux Championnats d'Europe, la France n'est pas qualifiée pour les Jeux olympiques, et est qualifiée pour ce tournoi grâce à sa septième place au classement européen.
Ce tournoi eut lieu à Berlin, du 5 au 10 janvier 2016.
| Date       | Heure |          | Score |          | Set 1 | Set 2 | Set 3 | Set 4 | Set 5 | Total | Rapport |
| ---------- | ----- | -------- | ----- | -------- | ----- | ----- | ----- | ----- | ----- | ----- | ------- |
| 6 janvier  | 20h30 | Russie   | 1-3   | France   | 15-25 | 25-20 | 17-25 | 19-25 |       | 76-95 | Rapport |
| 7 janvier  | 20h30 | France   | 3-0   | Finlande | 25-21 | 25-20 | 25-16 |       |       | 75-57 | Rapport |
| 8 janvier  | 17h00 | Bulgarie | 0-3   | France   | 19-25 | 20-25 | 15-25 |       |       | 54-75 | Rapport |
| 9 janvier  | 19h35 | France   | 3-0   | Pologne  | 29-27 | 32-30 | 25-20 |       |       | 86-77 | Rapport |
| 10 janvier | 16h35 | Russie   | 3-1   | France   | 14-25 | 25-16 | 25-23 | 25-21 |       | 89-85 | Rapport |

Résultat final : L'équipe de France termine deuxième et n'est donc pas qualifiée pour les Jeux olympiques mais elle pourra retenter sa chance lors du tournoi de qualification mondial.
Certains joueurs français seront nommés dans l'équipe type : Benjamin Toniutti comme meilleur passeur, Earvin Ngapeth comme meilleur réceptionneur-attaquant et Jenia Grebennikov comme meilleur libero du tournoi.

### Tournoi de qualification olympique mondial
Ce tournoi a lieu du 28 mai au 5 juin 2016, à Tokyo. Les 4 premières équipes seront qualifiées pour les Jeux olympiques de Rio.
| Date   | Heure |           | Score |           | Set 1 | Set 2 | Set 3 | Set 4 | Set 5 | Total   | Rapport |
| ------ | ----- | --------- | ----- | --------- | ----- | ----- | ----- | ----- | ----- | ------- | ------- |
| 28 mai | 12h55 | Chine     | 1-3   | France    | 13-25 | 25-22 | 23-25 | 21-25 |       | 82-97   | Rapport |
| 29 mai | 13h15 | France    | 2-3   | Pologne   | 25-22 | 25-13 | 29-31 | 17-25 | 12-15 | 108-106 | Rapport |
| 31 mai | 15h40 | Iran      | 0-3   | France    | 20-25 | 18-25 | 22-25 |       |       | 60-75   | Rapport |
| 1 juin | 12h55 | France    | 3-1   | Australie | 25-22 | 25-18 | 16-25 | 44-42 |       | 110-107 | Rapport |
| 2 juin | 10h10 | Canada    | 0-3   | France    | 17-25 | 17-25 | 16-25 |       |       | 50-75   | Rapport |
| 4 juin | 12h55 | Vénézuela | 2-3   | France    | 21-25 | 25-23 | 11-25 | 25-20 | 9-15  | 91-108  | Rapport |
| 5 juin | 19h20 | France    | 0-3   | Japon     | 18-25 | 23-25 | 23-25 |       |       | 64-75   | Rapport |

La France termine 3e de ce tournoi et se qualifie donc aux Jeux olympiques, auxquels elle n'a pas participé depuis 2004.

### Ligue Mondiale 2016
La 27e édition de la Ligue mondiale de volley-ball se déroule du 16 juin au 26 juin 2016, pour la phase intercontinentale et du 1er juillet au 17 juillet pour la phase finale. Cette année, la phase finale est organisée en Pologne.
Grâce à sa victoire en 2015, la France est maintenant en division 1, et affronte les meilleures équipes du monde.

#### Semaine 1
La France fait partie de la poule A1, elle affronte l'Australie, la Belgique et l'Italie. Cette poule se déroule à Sydney en Australie.
| Date    | Heure |           | Score |        | Set 1 | Set 2 | Set 3 | Set 4 | Set 5 | Total   | Rapport |
| ------- | ----- | --------- | ----- | ------ | ----- | ----- | ----- | ----- | ----- | ------- | ------- |
| 17 juin | 8h10  | France    | 3-0   | Italie | 25-23 | 25-22 | 25-18 |       |       | 75-63   | Rapport |
| 18 juin | 7h40  | Australie | 0-3   | France | 14-25 | 18-25 | 21-25 |       |       | 53-75   | Rapport |
| 19 juin | 2h40  | Belgique  | 3-2   | France | 13-25 | 26-24 | 21-25 | 25-18 | 15-12 | 100-104 | Rapport |

#### Semaine 2
La France fait partie de la poule D1, elle affronte la Pologne, la Russie et l'Argentine. Cette poule se déroule à Lodz en Pologne.
| Date    | Heure |           | Score |        | Set 1 | Set 2 | Set 3 | Set 4 | Set 5 | Total   | Rapport |
| ------- | ----- | --------- | ----- | ------ | ----- | ----- | ----- | ----- | ----- | ------- | ------- |
| 24 juin | 14H40 | Russie    | 0-3   | France | 22-25 | 34-36 | 20-25 |       |       | 76-86   | Rapport |
| 25 juin | 14h40 | Argentine | 3-2   | France | 19-25 | 25-21 | 25-23 | 25-27 | 15-13 | 109-109 | Rapport |
| 26 juin | 17h10 | Pologne   | 0-3   | France | 28-30 | 20-25 | 29-31 |       |       | 95-82   | Rapport |

#### Semaine 3
La France fait partie de la poule G1, elle affronte l'Italie, la Pologne et le Brésil. Cette poule se déroule à Nancy en France, au palais des sports Jean Weille.
| Date      | Heure |        | Score |          | Set 1 | Set 2 | Set 3 | Set 4 | Set 5 | Total  | Rapport |
| --------- | ----- | ------ | ----- | -------- | ----- | ----- | ----- | ----- | ----- | ------ | ------- |
| 1 juillet | 18H00 | France | 3-0   | Belgique | 25-19 | 28-26 | 25-20 |       |       | 78-65  | Rapport |
| 2 juillet | 18h00 | France | 3-1   | Pologne  | 22-25 | 30-28 | 25-22 | 25-19 |       | 102-94 | Rapport |
| 3 juillet | 16h30 | France | 1-3   | Bresil   | 21-25 | 24-26 | 25-22 | 21-25 |       | 91-98  | Rapport |

À la suite de ces différentes poules et après joués 9 matchs, la France a gagné 6 matchs et 20 points, ce qui la classe 4ème sur 12, les 5 premières équipes étant qualifiées pour la phase finale (ainsi que le pays organisateur).
Lors de la phase Finale, la France jouera sa qualification pour le Final Four, dans la poule J1 contre la Serbie et la Pologne.
| Date       | Heure |         | Score |        | Set 1 | Set 2 | Set 3 | Set 4 | Set 5 | Total   | Rapport |
| ---------- | ----- | ------- | ----- | ------ | ----- | ----- | ----- | ----- | ----- | ------- | ------- |
| 13 juillet | 18H30 | Pologne | 3-2   | France | 21-25 | 17-25 | 25-17 | 28-26 | 15-12 | 106-105 | Rapport |
| 15 juillet | 15h30 | Serbie  | 2-3   | France | 20-25 | 19-25 | 26-24 | 25-19 | 12-15 | 102-108 | Rapport |

La France se qualifie pour le Final Four car elle remporte plus de points que la Pologne.
Elle joue sa demi-finale contre le Brésil mais perd le match.
| Date       | Heure |        | Score |        | Set 1 | Set 2 | Set 3 | Set 4 | Set 5 | Total  | Rapport |
| ---------- | ----- | ------ | ----- | ------ | ----- | ----- | ----- | ----- | ----- | ------ | ------- |
| 16 juillet | 18H30 | France | 1-3   | Bresil | 16-25 | 25-23 | 26-28 | 31-33 |       | 98-109 | Rapport |

Elle joue la petite finale face à l'Italie et remporte le match.
| Date       | Heure |        | Score |        | Set 1 | Set 2 | Set 3 | Set 4 | Set 5 | Total | Rapport |
| ---------- | ----- | ------ | ----- | ------ | ----- | ----- | ----- | ----- | ----- | ----- | ------- |
| 17 juillet | 15H30 | Italie | 0-3   | France | 23-25 | 21-25 | 20-25 |       |       | 64-75 | Rapport |

La France termine donc troisième et remporte la médaille de bronze.
Certains joueurs remportent une distinction personnelle : Antonin Rouzier remporte le titre de meilleur réceptionneur-attaquand (même s'il joue plutôt au poste de pointu) et Jenia Grebennikov remporte le titre du meilleur libéro.

### Jeux olympiques de Rio
Les poules des Jeux olympiques sont faites selon le classement mondial de la FIVB. La France affrontera le Brésil, l'Italie, les États-Unis, le Mexique et le Canada.
| Date    | Heure |            | Score |         | Set 1 | Set 2  | Set 3 | Set 4 | Set 5 | Total | Rapport |
| ------- | ----- | ---------- | ----- | ------- | ----- | ------ | ----- | ----- | ----- | ----- | ------- |
| 7 août  | 9H30  | Italie     | 3-0   | France  | 25-20 | 25-20  | 25-15 |       |       | 75-55 | Rapport |
| 9 août  | 11H35 | France     | 3-0   | Mexique | 25-18 | 25-12  | 25-22 |       |       | 75-52 | Rapport |
| 11 août | 17H05 | Canada     | 0-3   | France  | 19-25 | 16-25  | 19-25 |       |       | 54-75 | Rapport |
| 13 août | 17H05 | Etats-Unis | 3-1   | France  | 25-22 | 256-22 | 14-25 | 25-22 |       | 89-91 | Rapport |
| 15 août | 22H35 | Bresil     | 3-1   | France  | 25-22 | 22-25  | 25-20 | 25-23 |       | 97-90 | Rapport |

Sur les 5 matchs qu'elle a joués, la France n'en a gagné que 2. Elle ne se qualifie donc pas pour les quarts de finale et est éliminée, malgré le fait qu'elle faisait partie des équipes favorites pour le podium. On peut noter que les seuls matchs que la France a perdu sont ceux contre les équipes qui ont composé le podium final.

### Matchs Amicaux
Cette année, la France a disputé plusieurs matchs amicaux, pour se préparer aux différents tournois qu'elle allait disputer.
| Date             | Lieu          |          | Score |        | Set 1 | Set 2 | Set 3 | Set 4 | Set 5 | Total   |  |
| ---------------- | ------------- | -------- | ----- | ------ | ----- | ----- | ----- | ----- | ----- | ------- |  |
| 29 décembre 2015 | Tours         | Belgique | 3-0   | France |       |       |       |       |       | -       |  |
| 30 décembre 2015 | Tours         | Belgique | 2-2   | France |       |       |       |       |       | -       |  |
| 13 mai           | Tourcoing     | Iran     | 1-3   | France | 19-25 | 27-25 | 31-33 | 25-27 |       | 102-110 |  |
| 14 mai           | Harnes        | Iran     | 0-3   | France | 20-25 | 19-25 | 21-25 |       |       | 60-75   |  |
| 22 mai           | Tokyo         | Japon    | -     | France |       |       |       |       |       | -       |  |
| 25 mai           | Tokyo         | Japon    | 0-3   | France | 12-25 | 16-25 | 25-27 |       |       | 53-77   |  |
| 28 juillet       | Saint-Nazaire | France   | -     | France | -     | -     | -     |       |       | -       |  |

## Les Joueurs
| Joueurs                 |             |             |             |             |             |             |             |             |             |             |             |             |             |             |             |             |             |             |             |             |             |             |             |             |             |             |             |             |             |             |  |
| Attaquant               |             |             |             |             |             |             |             |             |             |             |             |             |             |             |             |             |             |             |             |             |             |             |             |             |             |             |             |             |             |             |  |
| Antonin Rouzier         | (19pts)     | (19pts)     | (3pts)      | (21pts)     | (12pts)     | (22pts)     | (19pts)     | (18pts)     | (23pts)     | (14pts)     | (17pts)     | -           | (6pts)      | -           | (15pts)     | (21pts)     | (29pts)     | -           | (13pts)     | (5pts)      | (9pts)      | (25pts)     | (22pts)     | (27pts)     | (14pts)     | (7pts)      | (13pts)     | (13pts)     | (25pts)     | (26pts)     |  |
| Mory Sidibé             | -           | -           | (9pts)      | -           | (1pt)       | NP          | NP          | NP          | NP          | NP          | NP          | NP          | NP          | NP          | NP          | NP          | NP          | NP          | NP          | NP          | NP          | NP          | NP          | NP          | NP          | NP          | NP          | NP          | NP          | NP          |  |
| Central                 |             |             |             |             |             |             |             |             |             |             |             |             |             |             |             |             |             |             |             |             |             |             |             |             |             |             |             |             |             |             |  |
| Kévin Le Roux           | (11pts)     | (11pts)     | (8pts)      | (7pts)      | (11pts)     | (8pts)      | (7pts)      | (8pts)      | (8pts)      | (4pts)      | (10pts)     | -           | (7pts)      | -           | (4pts)      | (4pts)      | (12pts)     | (7pts)      | (9pts)      | (10pts)     | (3pts)      | (9pts)      | (5pts)      | (11pts)     | (6pts)      | (5pts)      | (4pts)      | (6pts)      | (4pts)      | (9pts)      |  |
| Nicolas Le Goff         | (10pts)     | (8pts)      | (2pts)      | (8pts)      | (4pts)      | (8pts)      | (12pts)     | (6pts)      | (17pts)     | (10pts)     | (6pts)      | -           | (7pts)      | -           | (11pts)     | (4pts)      | (3pts)      | (6pts)      | (6pts)      | (4pts)      | (2pts)      | (9pts)      | (9pts)      | (5pts)      | (6pts)      | (1pt)       | (8pts)      | (8pts)      | (9pts)      | (8pts)      |  |
| Franck Lafitte          | -           | -           | (5pts)      | (0pt)       | (1pt)       | -           | -           | -           | -           | -           | (3pts)      | (5pts)      | -           | (7pts)      | (5pts)      | -           | (7pts)      | -           | -           | -           | (3pts)      | -           | (2pts)      | (0pt)       | -           | -           | -           | -           | -           | -           |  |
| Jonas Aguenier          | -           | -           | (4pts)      | -           | -           | NP          | NP          | NP          | NP          | NP          | NP          | NP          | NP          | NP          | NP          | NP          | NP          | NP          | NP          | NP          | NP          | NP          | NP          | NP          | NP          | NP          | NP          | NP          | NP          | NP          |  |
| Horacio d'Almeida       | NP          | NP          | NP          | NP          | NP          | -           | -           | -           | -           | -           | (2pts)      | (5pts)      | -           | (10pts)     | -           | -           | -           | -           | -           | -           | (2pts)      | -           | -           | -           | -           | NP          | NP          | NP          | NP          | NP          |  |
| Libero                  |             |             |             |             |             |             |             |             |             |             |             |             |             |             |             |             |             |             |             |             |             |             |             |             |             |             |             |             |             |             |  |
| Jenia Grebennikov       | a participé | a participé | a participé | a participé | a participé | a participé | a participé | a participé | a participé | a participé | a participé | -           | a participé | -           | a participé | a participé | a participé | a participé | a participé | a participé | a participé | a participé | a participé | a participé | a participé | a participé | a participé | a participé | a participé | a participé |  |
| Hubert Henno            | NP          | NP          | NP          | NP          | NP          | -           | -           | -           | -           | -           | a participé | a participé | -           | a participé | -           | NP          | NP          | NP          | NP          | NP          | NP          | NP          | NP          | NP          | NP          | NP          | NP          | NP          | NP          | NP          |  |
| Passeur                 |             |             |             |             |             |             |             |             |             |             |             |             |             |             |             |             |             |             |             |             |             |             |             |             |             |             |             |             |             |             |  |
| Benjamin Toniutti       | (0pt)       | (1pt)       | (1pt)       | (0pt)       | (3pts)      | (1pt)       | (2pts)      | (2pts)      | (2pts)      | (2pts)      | (5pts)      | -           | (0pt)       | -           | (2pts)      | (2pts)      | (0pt)       | (3pts)      | (3pts)      | (3pts)      | -           | (2pts)      | (2pts)      | (0pt)       | -           | (0pt)       | (4pts)      | (0pt)       | (0pt)       | (0pt)       |  |
| Pierre Pujol            | -           | -           | (1pt)       | a participé | a participé | (1pt)       | a participé | -           | a participé | -           | (3pts)      | (1pt)       | a participé | (1pt)       | a participé | a participé | (1pt)       | a participé | a participé | a participé | (5pts)      | a participé | a participé | a participé | (5pts)      | a participé | -           | a participé | a participé | a participé |  |
| Réceptionneur-attaquant |             |             |             |             |             |             |             |             |             |             |             |             |             |             |             |             |             |             |             |             |             |             |             |             |             |             |             |             |             |             |  |
| Earvin Ngapeth          | (26pts)     | (16pts)     | (3pts)      | (17pts)     | (17pts)     | (19pts)     | (22pts)     | (8pts)      | (18pts)     | (15pts)     | (4pts)      | -           | NP          | NP          | NP          | (13pts)     | (5pts)      | (14pts)     | (15pts)     | (22pts)     | (19pts)     | (16pts)     | (20pts)     | (15pts)     | (13pts)     | (8pts)      | (13pts)     | (21pts)     | (21pts)     | (16pts)     |  |
| Kévin Tillie            | (6pts)      | (8pts)      | (5pts)      | (10pts)     | (10pts)     | (15pts)     | (17pts)     | (13pts)     | (9pts)      | (11pts)     | (6pts)      | -           | (13pts)     | -           | (20pts)     | (7pts)      | -           | -           | -           | (L1pts)     | -           | -           | -           | -           | (5pts)      | (8pts)      | (9pts)      | (6pts)      | (8pts)      | (8pts)      |  |
| Julien Lyneel           | -           | -           | (8pts)      | a participé | (1pt)       | NP          | NP          | NP          | NP          | NP          | NP          | NP          | -           | (8pts)      | a participé | -           | (4pts)      | (1pt)       | (1pt)       | a participé | (13pts)     | -           | a participé | (9pts)      | a participé | NP          | NP          | NP          | NP          | NP          |  |
| Nicolas Maréchal        | -           | -           | (12pts)     | -           | (2pts)      | (3pts)      | (1pt)       | -           | (1pt)       | -           | (8pts)      | (6pts)      | (13pts)     | -           | (9pts)      | (4pts)      | (1pt)       | (0pt)       | -           | -           | -           | (8pts)      | (18pts)     | (3pts)      | (10pts)     | -           | -           | -           | -           | -           |  |
| Thibault Rossard        | -           | -           | -           | -           | -           | -           | -           | -           | -           | -           | (9pts)      | (22pts)     | (12pts)     | (16pts)     | (6pts)      | -           | a participé | (21pts)     | (2pts)      | (20pts)     | (10pts)     | (3pts)      | (1pt)       | a participé | -           | (5pts)      | -           | -           | -           | (1pt)       |  |
| Trévor Clévenot         | NP          | NP          | NP          | NP          | NP          | -           | -           | -           | a participé | -           | (5pts)      | (9pts)      | -           | (14pts)     | (9pts)      | -           | (10pts)     | (7pts)      | (4pts)      | (12pts)     | (1pt)       | (2pts)      | -           | (5pts)      | -           | -           | -           | -           | -           | -           |  |

1 : Kévin Tillie a joué en tant que libero lors du match contre la Pologne. Blessé, il était noté à ce poste pendant toute la durée de la ligue mondiale (à partir de la deuxième semaine).
Notes
Après les Jeux olympiques, en septembre 2016, Antonin Rouzier a annoncé sa retraite internationale.